# 오타 히카리
오타 히카리(일본어: 太田光, 1965년 5월 13일 ~)는 일본 사이타마현 후지미노시 출신의 희극 배우, 만담가, 수필 작가이다. 다나카 유지와 함께 개그 콤비 바쿠쇼몬다이(爆笑問題 폭소문제[*])를 이루고 있고 그 가운데 보케 역 담당이다. 방송에서는 개그맨 이미지이지만, 작가로서는 사회문제를 포함 무거운 주제에 대한 자신의 생각을 거침없이 밝힌다. 일본 전후 민주주의 지지자로 미국의 이라크 침공에 비판적이었으며 고이즈미 정권과 일본사회에 대한 비판, 일본 인터넷상에서 넷우익에 의해 자행되는 갖가지 악플등에 대해서도 비판적 견해를 밝힌 바 있다.
2008년 7월 8일에는 오오타 히카리를 "식칼로 찔러죽이겠다 이것은 살인예고다"라는 글이 2채널에 올라와 이 글을 올린 무직 남성(32세)이 체포되기도 하였다.

## 출연 작품

### 극장판 애니메이션
2019년
- 극장판 엉덩이 탐정: 화려한 사건 수첩 (알 파치노)